# 박시열
박시열(朴時烈, 1989년 8월 8일 ~ )은 대한민국의 바둑 기사이다.

## 약력
양재호 바둑 도장 출신으로 2007년 국무총리배와 삼성화재배 아마바둑오픈, 이창호배에서 우승했고 2008년 제26회 덕영배 아마대왕전에서 우승했다. 2008년 제117회 일반인 입단대회를 통해 입단했다. 2012년 4단을 거쳐 2014년 6월에 5단으로 승단하였다. 2009년 KB국민은행 한국바둑리그에 출전했으며, 2010년 제15기 GS칼텍스배 프로기전 16강에 올랐다. 2011년 제7기 원익배 십단전 본선과 2012년 olleh배 본선3라운드에 각각 진출했다.